# Micrurus silviae
Espèce
Micrurus silviae est une espèce de serpents de la famille des Elapidae. 

## Répartition
Cette espèce est endémique du Rio Grande do Sul au Brésil.

## Publication originale
- Di-Bernardo, Borges-Martins & da Silva, 2007 : A new species of coralsnake (Micrurus: Elapidae) from southern Brazil. Zootaxa, n. 1447, p. 1–26.